# XVe siècle en musique classique
| \| • Retour à la chronologie générale de la musique classique • \| |
| Grèce • Rome • Haut Moyen Âge • VIIIe siècle • IXe siècle • Xe siècle • XIe siècle XIIe siècle • XIIIe siècle • XIVe siècle • XVe siècle • XVIe siècle • XVIIe siècle XVIIIe siècle • XIXe siècle • XXe siècle • XXIe siècle |
| • Retour à la chronologie générale de la musique classique • |

| Années en musique classique : 1397 - 1398 - 1399 - 1400 - 1401 - 1402 - 1403    |
| Décennies en musique classique : 1370 - 1380 - 1390 - 1400 - 1410 - 1420 - 1430 |

## Événements
- Dès le XVe siècle : progrès de la facture du clavecin et développement de son répertoire
- Fin XVe siècle : Cancionero de Segovia, manuscrit contenant un large éventail d'œuvres de compositeurs espagnols, français et franco-flamands (ou néerlandais) de la Renaissance et actuellement conservé aux archives du chapitre de la cathédrale de Ségovie.

## Naissances
- 1400 Gilles Binchois, (1400 ca-1460)
- 1400 Guillaume Dufay, (1400 ca-1474)
- 1420 Johannes Ockeghem, (1420 ca-1496)
- 1430 Robert Morton, (1430 ca-1479 ca)
- 1433 Antoine Busnois, (1433 ca-1492)
- 1436 Johannes Tinctoris, (1436 ca-1511 ca)
- 1440 Josquin Des Prés, (1440 ca-1521)
- 1445 Loyset Compère, (1445 ca-1518)
- 1446 Alexander Agricola, (1446 ca-1506)
- 1450 Heinrich Isaac, (1450 ca-1517)
- 1450 Jacob Obrecht, (1450 ca-1505)
- 1450 Walter Frye, (1450 ca-1475)
- 1455 Louis (Loyset) Compere, (1455 ca-1518)
- 1455 Gaspar van Weerbecke, (1455 ca-1517 ca)
- 1459 Paul Hofhaimer, (1459-1537)
- 1459 Jean Mouton, (1459 ca-1522)
- 1460 Antoine Brumel, (1460 ca-1520 ca)
- 1460 Pierre de La Rue, (1460 ca-1518)
- 1460 Arnold Schlick, (1460 ca-1521 ap)
- 1464 Robert Fayrfax, (1464-1521)
- 1465 Pedro de Escobar, (1465 ca-1535 ap)
- 1467 Richard Davy, (1467 ca-1516 ca)
- 1468 William Cornysh, (1468 ca-1523)
- 1469 Juan del Encina, (1469-ca1533)
- 1470 Marchetto Cara, (1470 ca-1525 ca)
- 1470 Jean Mouton, (1470 ca-1522)
- 1470 Francisco de Peñalosa, (1470 ca-1528)
- 1474 Vincenzo Capirola, (1474-1548)
- 1475 Andreas de Silva, (1475 ca-1530 ca)
- 1475 Thomas Stoltzer, (1475 ca-1526)
- 1474 Philippe Verdelot, (1475 ca-1552 ap)
- 1480 Jean Lheritier, (1480 ca-1552 ca)
- 1481 Mateo Flecha, (1481-1553)
- 1483 Hans Buchner, (1483-1538)
- 1483 Jachet de Mantoue, (1483-1559)
- 1485 Hugh Aston, (1485 ca-1558)
- 1485 Clément Janequin, (1485 ca-1558)
- 1486 Martin Agricola, (1486-1556)
- 1486 Ludwig Senfl, (1486 ca-1542 ca)
- 1490 Constanzo Festa, (1490 ca-1545)
- 1490 Claudin de Sermisy, (1490 ca-1562)
- 1490 John Taverner, (1490 ca-1545)
- 1490 Adrien Willaert, (1490 ca-1562)
- 1494 Pierre Attaingnant, (1494 ca-1551 ca)
- 1495 Nicolas Gombert, (1495 ca-1556 ca)
- 1495 Leonhard Kleber, (1495 ca-1556)
- 1495 Pierre Vermont, (1495-1533)
- 1496 Johann Walther, (1496-1570)
- 1497 Francesco Canova da Milano, (1497-1543)